# Reinier Beeuwkes
Reinier Bertus Beeuwkes (La Haia, Holanda del Sud, 17 de febrer de 1884 – La Haia, Holanda del Sud, 1 d'abril de 1963) va ser un futbolista neerlandès que va competir a començaments del segle xx. Jugà com a porter i en el seu palmarès destaca una medalla de bronze en la competició de futbol dels Jocs Olímpics de Londres de 1908.
A la selecció nacional jugà un total de 19 partits.